# Pyemotes
Pyemotes (лат.) — род микроскопических клещей семейства Pyemotidae из отряда Trombidiformes. Имеют медицинское значение, вызывая дерматиты у человека, и как агенты биологического контроля насекомых-вредителей.

## Описание
Микроскопического размера клещи, длина тела самок от 200 до 325 мкм, ширина от 70 до 125 мкм. Опистосома физогастрических самок образует шаровидную форму диаметром до 2 мм. Длина тела самцов от 190 до 200 мкм, ширина от 100 до 120 мкм. Гистеросома вытянутая, цилиндрическая или веретенообразная. Тело слабо склеротизированное и без грубых пунктур. Гнатосома субокруглая или овальная.
Некоторые виды (Pyemotes herfsi и другие) кусают людей и вызывают зерновую чесотку.
Космополитический вид Pyemotes tritici встречается на соломе, сене и хранящемся зерне, паразитирует на мелких членистоногих. Он также связан с дерматитом у людей. Когда клещи вступают в контакт с кожей человека, они пытаются там питаться, вызывая сильный зуд, часто по всей поверхности тела. Примерно через шестнадцать часов на поверхности кожи появляются пузырьки, похожие на волдыри, и другие симптомы могут включать головную боль, боль в суставах, лихорадку и тошноту.

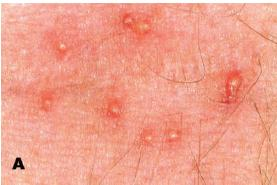
Укусы клеща на коже
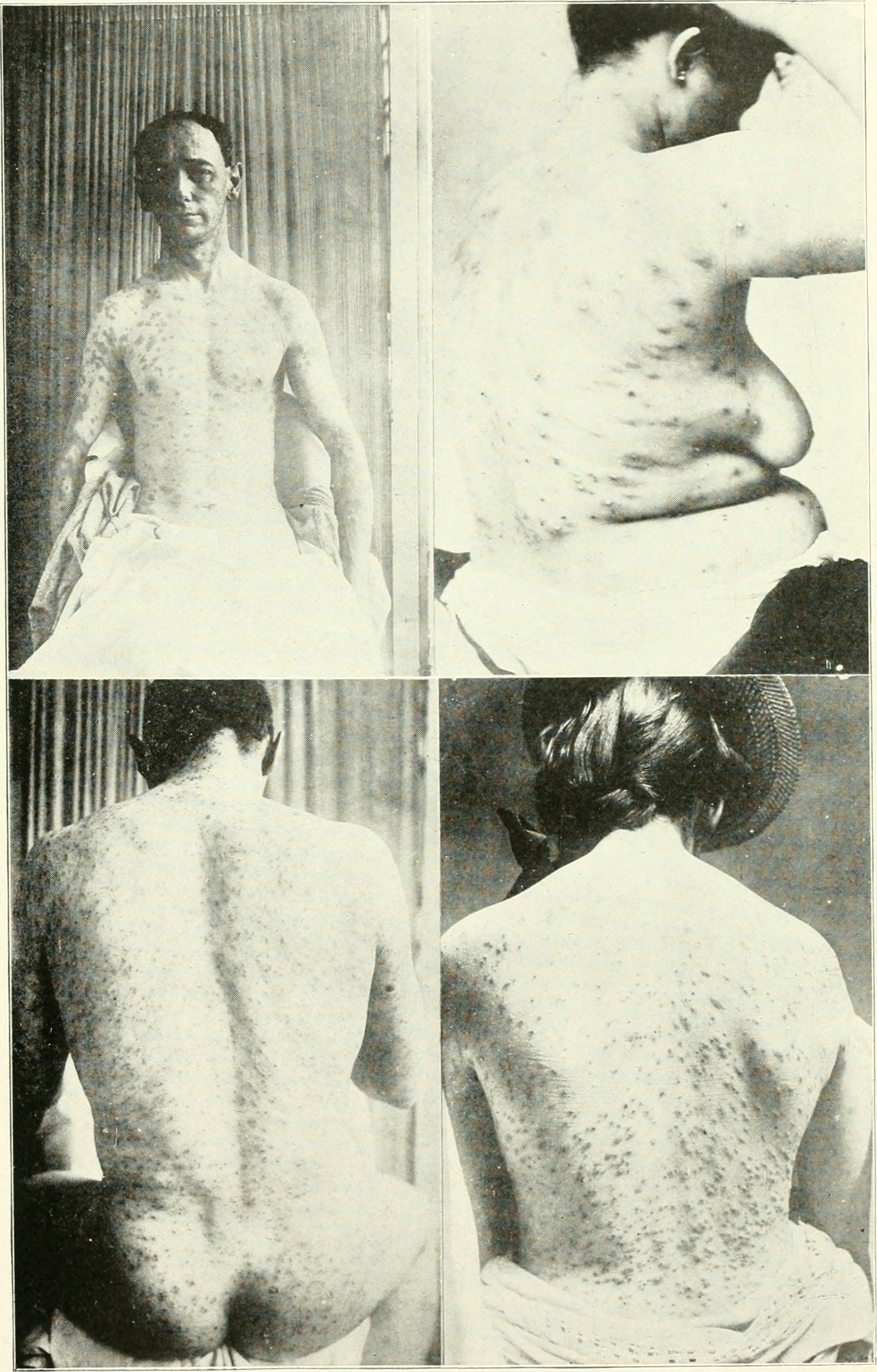
Дерматит от Pyemotes ventricosus
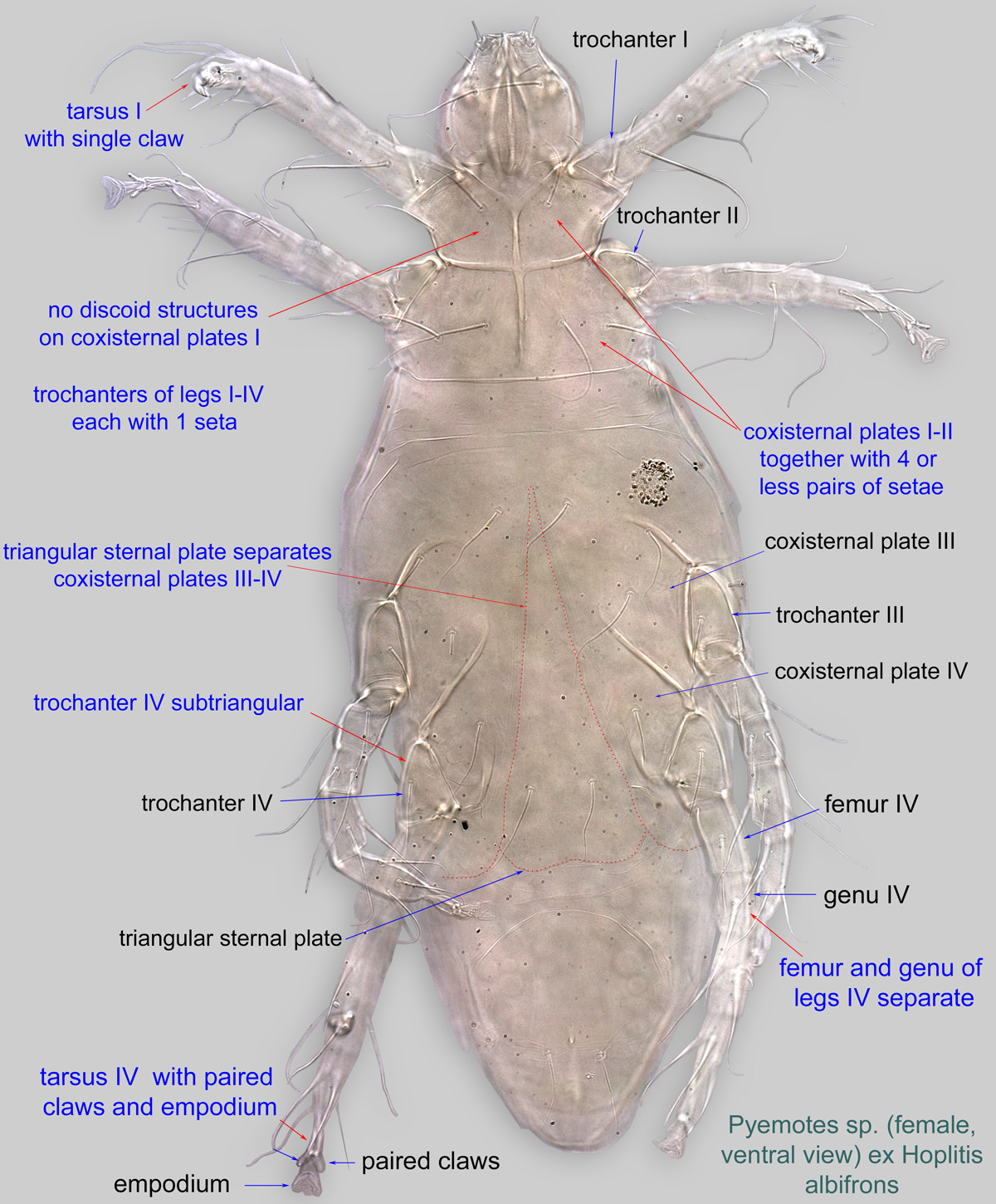
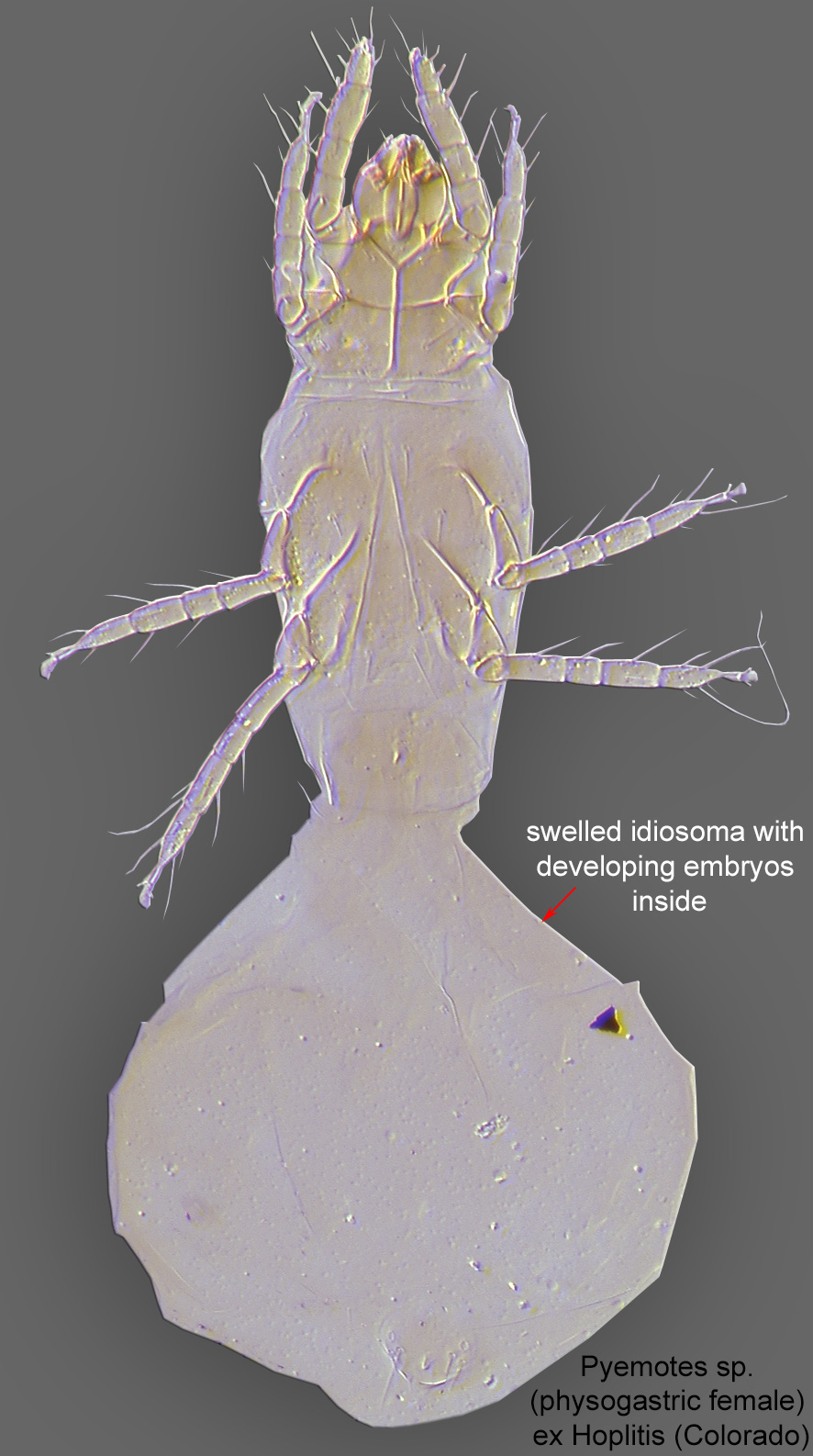
Физогастрическая самка
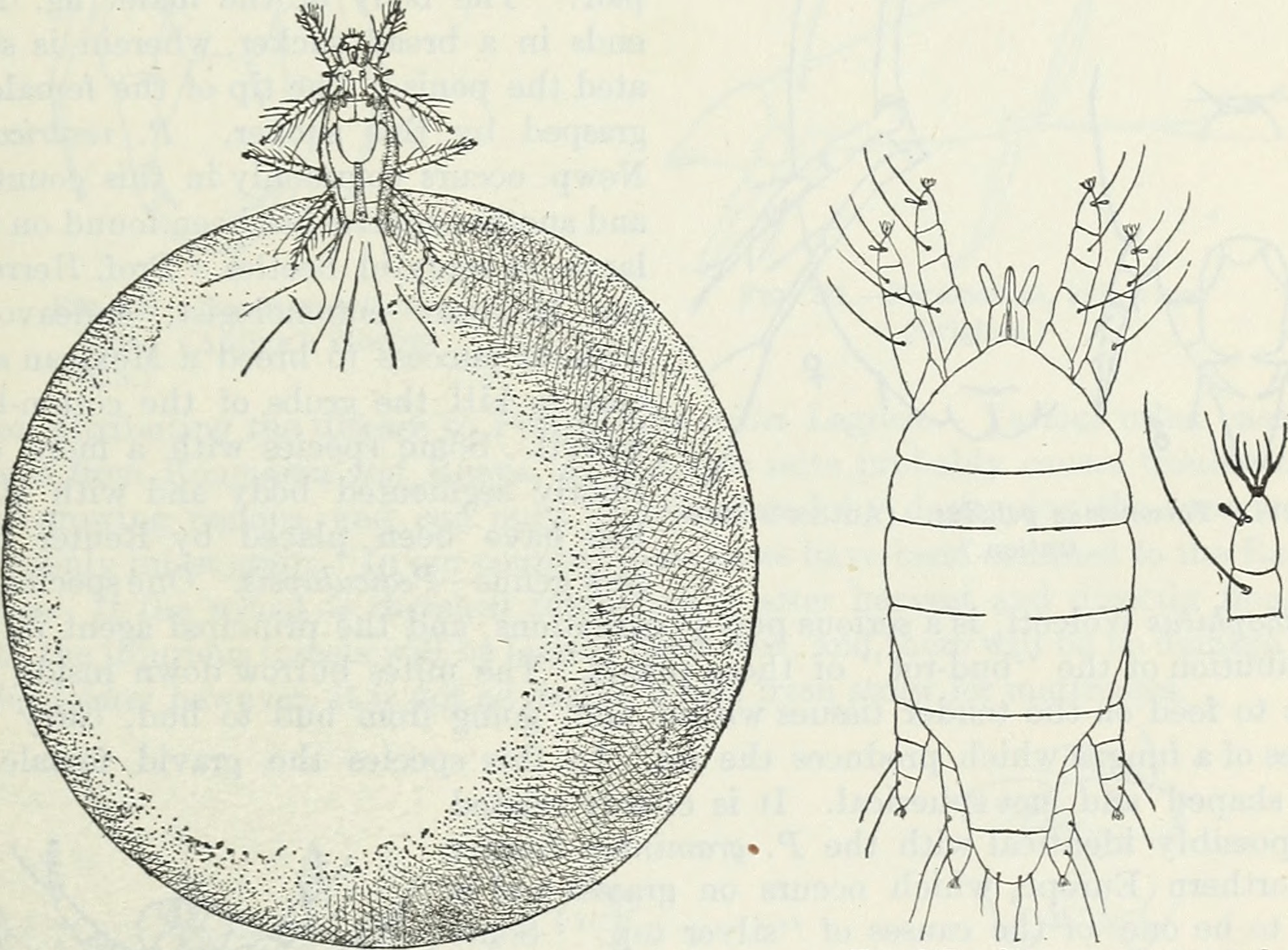
Pyemotes ventricosus

## Классификация
Около 20 видов.
- Pyemotes acridivorous  Chinniah & Mohanasundaram, 1999
- Pyemotes alastoris  (Froggatt, 1894)
- Pyemotes anobii  Krczal, 1957
- Pyemotes barbara  Moser, Smiley & Otvos, 1987
- Pyemotes beckeri  Krczal, 1957
- Pyemotes bruckeri  (Oudemans, 1936)
- Pyemotes dimorphus  Cross & Moser, 1975
- Pyemotes dryas (von Vitzthum, 1923)
- Pyemotes emarginatus  Cross, Moser & Rack, 1981
- Pyemotes giganticus Cross, Moser & Rack, 1981
- Pyemotes herfsi (Oudemans, 1936)[8]
- Pyemotes mandelshtami  Khaustov, 1999
- Pyemotes moseri  Khaustov, 1998
- Pyemotes muraiae  Mahunka & Mahunka-Papp, 1998
- Pyemotes pseudoscolyti  Khaustov, 1998
- Pyemotes scolyti Oudemans, 1936
- Pyemotes schwertfegeri  Krczal, 1959
- Pyemotes tritici (La Greze-Fossat & Montagne, 1851)
- Pyemotes tuberculatus  Cross, Moser & Rack, 1981
- Pyemotes turkeyensis Yu, Zhang & He, 2010
- Pyemotes ventricosus  (Newport, 1850)
- Pyemotes zhonghuajia Yu, Zhang & He, 2010
- Pyemotes zwoelferi  Krczal, 1963